# Mainzer Minipressen-Archiv
Das Mainzer Minipressen-Archiv (MMPA) besteht in seiner jetzigen Form seit 1980 und ist dem Gutenberg-Museum angeschlossen. Ziel des MMP-Archivs ist die Sammlung der literarischen Erzeugnisse von kleinen und kleinsten Druckereien und Verlagen, deren Produktion in öffentlichen Bibliotheken und Archiven nur schwer Aufnahme fand. Entweder wurden die geringen Auflagen gar nicht bekannt oder als Alternativliteratur nicht zur Kenntnis genommen.

## Sammlung
Das MMPA bildet eine Sammlung von Büchern (ca. 6000), Zeitschriften, (ca. 2000 Titel in 20.000 Heften), Pressendrucken (ca. 200), Videos (ca. 30), Tonträgern (ca. 200), Plakaten (ca. 500), Flugblätter (ca. 1000), Prospekten aus Kleinverlagen (ca. 30.000) und Kleinverlagsadressen (ca. 4500) aus dem deutschsprachigen Raum. Das Archiv vermittelt einen Eindruck über das Entstehen und die Arbeit von Minipressen und bietet außerdem Informationen (durch Gespräche, Seminare auf der Mainzer Minipressen-Messe und weiterführende Literatur) zum Selbstverlag eigener Werke oder zur Gründung eines eigenen Verlages.
Ein Teil der auf der Minipressen-Messe ausgestellten Bücher und Zeitschriften wird im Anschluss dem MMPA übereignet. Der Fundus des MMPA entstand im Wesentlichen durch diese Spenden. Hinzu kamen u. a. die vollständige Zeitschriftensammlung des "U-Archivs" (Hamburger Untergrundarchivs), eine vollständige Ausgabe der Tageszeitung TAZ, die Literaturzeitschriftensammlung von Günther Emig (Herausgeber des "Verzeichnisses deutschsprachiger Literaturzeitschriften" VdL), die Alternativzeitschriften von Udo Pasterney (Hrsg. der "Bibliographie der Gegenkultur"), die Alternativzeitschriftensammlung von Hadayatullah Hübsch sowie in Kleinverlagen erschienene Literatur- und Kulturzeitschriften.
Zur Minipressen-Messe gibt das MMPA einen Katalog internationaler Pressen, Klein- und Autorenverlage heraus, der über 450 Adressen, Verlagsvorstellungen und Artikel zum Kleinverlagswesen, zur Buchkunst und Schriftstellerei enthält.
Darüber hinaus bearbeitet das MMPA den Victor Otto Stomps-Preis der Stadt Mainz. Aus Beständen des Archives und Leihgebern stellt das Archiv Ausstellungen zusammen, die sich interessierte Institutionen ausleihen können. Es verfügt zurzeit über folgende Ausstellungen:
- Retrospektive zur Mainzer Minipressen-Messe
- Victor Otto Stomps-Preisträger der Stadt Mainz
- den Zeichner und Schriftsteller Gerhard Seyfried